# Jakob Ziegler-Pellis
Jakob Ziegler-Pellis (* 25. Juli 1775 in Winterthur; † 18. Januar 1863 ebenda) war ein Schweizer Chemiker, Unternehmer und von 1814 bis 1830 Zürcher Kantonsrat.

## Leben
Jakob Ziegler kam als einziger Sohn und mittleres von drei Geschwistern des Johann Heinrich Ziegler und der Verena Biedermann am 25. Juli 1775 zur Welt. Er wuchs im elterlichen Haus zum Steinberg in der Winterthurer Altstadt auf. Er besuchte die Stadtschulen, für die auch sein Vater als Schulinspektor amtete. Unter dem Eindruck des Franzoseneinfalls heiratete Jakob Ziegler mit 23 Jahren am 12. März 1798 die 18-jährige Elisabetha Hegner. Aus dieser Ehe entspross ein Sohn. 1799 war er in Winterthur Lehrer für Physik. Nach dem Tod seiner jungen Ehegattin ehelichte Jakob Ziegler, im Jahr 1801, die 21-jährige Luise Steiner. Mit Luise hatte er sechs Mädchen und zwei Söhne.
Jakob Ziegler arbeitete in den Unternehmungen seines Vaters mit und übernahm nach dessen Tod im Jahr 1818 die Leitung derselben. Neben dem Laboratorium, das sein Vater zusammen mit Johann Sebastian von Clais und Johann Jakob Sulzer (1738–1797) gegründet hatte, waren da auch die Beteiligung an der Spinnerei Hard (bis etwa 1840) und andere Unternehmungen. Von 1814 bis 1830 war er Kantonsrat im gerade entstehenden Kanton Zürich.
Zu den Unternehmen von Jakob Ziegler gehörte zeitweise auch die Rothfarb in Neftenbach, die zuerst von Rasenbleiche auf Chlorbleiche umgestellt wurde, bevor der Rothfärbeprozess unter Ziegler eingeführt wurde. Jakob Ziegler produzierte in Paris, zusammen mit dem französischen Grossunternehmer Bonjour, im eigenen Atelier kohlensaures Mineralwasser. Der Verkauf stieg im Zuge der Prophylaxe gegen Cholera, propagiert nach der Epidemie in Paris von 1832, stark an.
Ab 1828 pachtete Jakob Ziegler die Ziegelhütte in Schaffhausen und stellte die Wasserkraft in den Dienst der Produktion. Hier produzierte er Röhren und Falzziegel, Vasen, Büsten und unter anderem Kochgeschirr und Fayencen. Am gegenüberliegenden Rheinufer betrieb Ziegler ab 1833 eine Weberei, die Garne aus der Winterthurer Hard verarbeitete. Nach dem Tod seiner zweiten Frau heiratete Jakob Ziegler 1839 Fanny Pellis († März 1862), Tochter von Marc-Antoine Pellis. 1853 errichtete Jakob Ziegler-Pellis eine Pulvermühle, die 1857 explodierte.
Jakob Ziegler-Pellis engagierte sich für Musik in Winterthur. So war er 1799 Direktor und von 1825 bis 1862 Präsident des Musikkollegiums. Die Stadtkirche Winterthur übernahm auf sein Bestreben die Stiftskirchenorgel des aufgehobenen Klosters Salem. 1809 war das die erste Kirchenorgel im Kanton Zürich nach der Reformation.
Die Magd Jakob Zieglers, Salomea Grübler, kam bei einem seiner Sprengstoffversuche, im Jahr 1862, ums Leben. Die Gefängnisstrafe wegen fahrlässiger Tötung konnte er nicht mehr antreten. Er verstarb hochbetagt im Alter von 87 Jahren. Er hinterliess ein bedeutendes Vermögen.

## Auszeichnungen
- Jakob Zieglers Tonwaren-Produkte erhielten 1848 an der Schweizerischen Industrie- und Gewerbeausstellung die goldene Medaille I. Klasse.
- 1851 an der Weltausstellung in New York für Terrakotta
- 1853 für „Cheap de superior of cotton with printed calices“ eine erste Bronzemedaille